# Опсидијан
Опсидијан (енгл. obsidian, рус. обсидиан), често неправилно обсидијан, вулканско је стакло, тј. вулканска стена изграђена скоро потпуно од стакласте материје. Овај тип природног стакла, створио се у екструзивним магматским стенама брзим хлађењем лаве обогаћене лаким материјалима, а посебно силикатима, тако да се нису стигли формирати кристали. Опсидијан се уобичајено налази на крајевима риолитске лаве, где је хлађење лаве брзо. Пошто немају кристала опсидијанске оштрице могу досећи молекуларну танкоћу, тако да се знају користити као оштрице скалпела.

## Порекло и својства
... међу различитим врстама стакла можемо сматрати опсидијанско стакло, супстанцу сличну камену присутну у Опсидији у Етиопији.— Плиније Старији, Naturalis Historia 36,67 (AD 77)
Опсидијан је попут минерала, али није прави минерал, јер нема кристалну решетку. Понекад се класификује као минералоид. Док је стена попут базалта тамна због феромагнетног обогаћења, опсидијан се углавном састоји од силицијум диоксида, обично 70% или више. Његов састав је веома сличан граниту или риолиту. Опсидијан је метастабилан на земљиној површини, тј. временом се стакло кристализује. Због тога нема опсидијана старијег од доба креде. Присуство воде убрзава распад опсидијана.
Док је чисти опсидијан обично таман боја му варира зависно од нечистоћа. Гвожђе и магнезијум обично дају опсидијану тамнозелену до смеђу или црну боју. Понекад постоје умеци кристобалита у опсидијану, па се добија опсидијан снежна пахуљица. Понекад садржи гасове, заостале од тока лаве, тако да се могу наћи и такви интересантни примери опсидијана.
Типична тврдоћа је 5 до 5,5, а релативна густина је 2,6

## Налазишта
Може се наћи на разним локацијама широм света, где су се дешавале риолитске ерупције. Опсидијан се налази у следећим државама и местима:
- Јерменија
- Мексико
- Турска
- Италија
- Грчка
- Шкотска
- Стаклена планина, северозапад САД
- Инјо кратери, Сијера Невада, САД
- Јелоустон, САД

## Некадашња употреба
Опсидијан је био веома цењен у камено доба, јер су се од њега могле правити оштрице и врхови стрела. Могао се и полирати, тако да су се од њега правила и рана огледала. Артефакти од опсидијана се јављају у централној Европи већ у средњем палеолиту, а постају учестали током горњег палеолита. Опсидијан је играо врло важну улогу у такозваној неолитској револуцији. Користио се за производњу окресаних алатки које су биле изузетно оштре услед природних својстава опсидијана. Овакви артефакти се могу пронаћи у неолитским културама широм Европе. Извор опсидијана је зависио од локације културе, али познато је више изворишта попут острва Милос у Грчкој. Међутим, артефакти од опсидијана су услед трговине завршавали хиљадама километара од оригиналног изворишта опсидијана што указује да је у питању била вредна роба.
У Средњој Америци, а посебно Мексику се пре Колумба много користио опсидијан. Користио се за алатке и као декоративни објект. Правили су и један облик мача или сабље помоћу опсидијана стављеног на дрво. То веома оштро оружје наносило је непријатељу тешке ране. Индијанци су налазили опсидијан широм Северне Америке. Сваки вулкан је производио различит облик опсидијана, тако да је то омогућило археолозима да прате порекло артефаката од опсидијана. На исти начин се могло пратити порекло опсидијана и алатки од њега у античкој Грчкој. Опсидијанским сечивима се трговало на велике удаљености од обала. Опсидијан се користио и при прављењу великих камених статуа на Ускршњим острвима.

## Савремена употреба
Опсидијан се може користити за прављење изузетно оштрих ножева, а сечива од опсидијана су врста стаклених ножева направљених коришћењем природног опсидијана уместо произведеног стакла. Данас се опсидијан користи у хирургији срца, јер су опсидијански скалпели много оштрији од најквалитетнијих челика, иако ово није одобрено од стране УС Управе за храну и лекове (FDA) за употребу на људима. Добро израђена сечива од опсидијана, као и сваки стаклени нож, могу имати оштрицу много пута оштрију од висококвалитетних челичних хируршких скалпела: резна ивица сечива је дебела само око три нанометра. Сви метални ножеви имају назубљену, неправилну оштрицу када се посматрају под довољно јаким микроскопом; међутим, оштрице од опсидијана су и даље глатке, чак и када се прегледају под електронским микроскопом. Једна студија је открила да су резови опсидијана произвели мање инфламаторних ћелија и мање гранулационог ткива у групи пацова након седам дана, али су разлике нестале након двадесет и једног дана. Дон Крабтри је произвео хируршке оштрице од опсидијана и написао чланке на ту тему. Скалпели од опсидијана могу се купити за хируршку употребу на истраживачким животињама.
Главни недостатак сечива од опсидијана је њихова крхкост у поређењу са металним, чиме се ограничава хируршка примена сечива од опсидијана на различите специјализоване употребе где то није проблем.
Опсидијан се такође користи у украсне сврхе и као драги камен. Има другачији изглед у зависности од тога како је исечен: у једном правцу је тамно црн, док је у другом светлуцаво сив. „Апачке сузе“ су мали заобљени груменчићи опсидијана често уграђени у сивкасто-белу перлитну матрицу.